# Diario personal

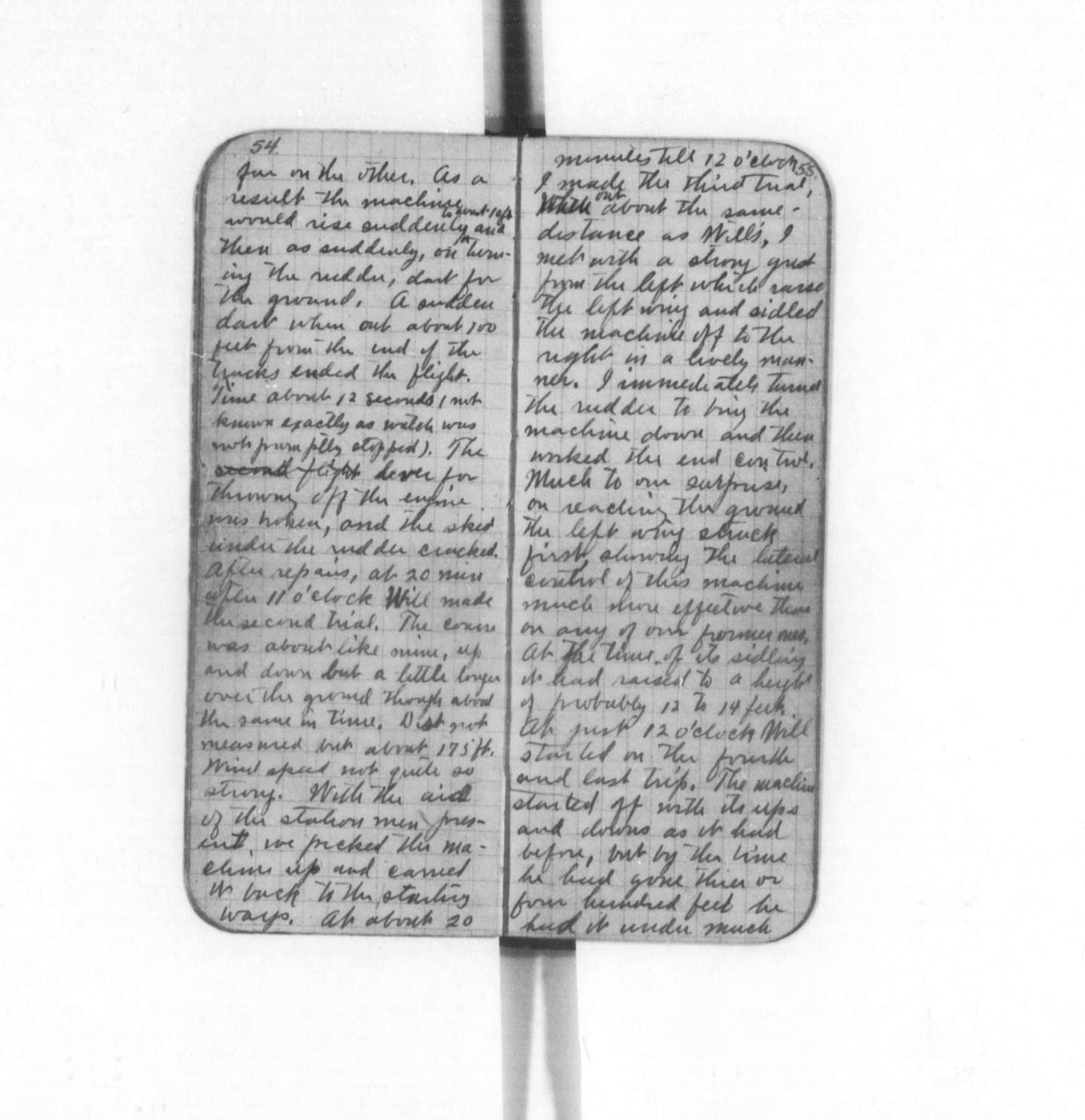
Diario de Orville Wright

El diario personal o  diario de vida es un subgénero de la biografía y en concreto de la autobiografía. Se trata de un texto que de manera fragmentaria y con el registro de la fecha suele destinarse a una lectura interior y privada de quien lo confeccionó. Se llama también diario a los cuadernos o libros en blanco que lo contienen. A la persona que escribe un diario se le llama diarista.

## Tipos de diario
Si se trata de un diario íntimo, se escriben meditaciones o hechos pasados recientes que afectan al autor, que derivan a veces en profundas exploraciones de la mente. También puede plantearse como un lugar donde expresar o desahogar los sentimientos. 
Algunos diarios personales se han popularizado como relatos testimoniales de la época que le tocó vivir a quien lo escribió, como el caso del célebre Diario de Ana Frank. 
Diarios personales imaginarios constituyen, a veces mezclados con el género epistolar, la estructura de algunas novelas famosas como Frankenstein o el moderno Prometeo, de Mary Shelley, y Drácula, de Bram Stoker. El diario íntimo también ha sido incorporado como una estrategia narrativa, por el cual el lector puede ver lo que ocurre en la mente del narrador autodiegético. Un ejemplo de esto es la novela de Nikolái Gógol, Diario de un loco.
Un diario se puede usar para dejar constancia de citas futuras u otras actividades planeadas, en cuyo caso se denomina agenda o dietario y posee un carácter pragmático no literario relacionado habitualmente con la esfera laboral o con los propósitos cotidianos.

#### Diario físico
Tras una gran popularidad entre todas las clases sociales en los siglos XIX y XX, se considera un arte que se ha ido perdiendo desde inicios del siglo XXI, puesto que cada vez menos personas escriben a mano en diarios de formato físico. Algunos autores afirman que escribir en libretas en blanco a mano es terapéutico y ayuda a alinear los pensamientos con los que se escribe.
Como si de una meditación se tratara, la escritura en libretas en blanco de diarios está directamente relacionada con una rutina de mañana o de noche. En el primer caso, el autor escribe lo que espera del día y lo que quiere conseguir, mientras que en el segundo horario narra sus experiencias diarias.

#### Diario electrónico
El diario electrónico salió desde que el acceso a blogs estuvo disponible para todos los usuarios a partir de 1998-1999. El objetivo principal de un blog en sus inicios era precisamente documentar en forma de diario las experiencias de un individuo. Actualmente, aparte de esto, se usan como páginas web para vender servicios, explicar experiencias, narrar historias y conectar con una audiencia en especial.

## Tipos de elocución
En un diario personal se anotan sueños, mentiras, pensamientos y reflexiones, así como los hechos más importantes que se dan cada día. Utiliza formas de expresión coloquial y puede hacer uso de las modalidades de elocución narrativa, descriptiva, argumentativa, expositiva, etcétera.

## Ejemplos
- Diario, de Samuel Pepys, famoso por su viva descripción de la intimidad, la vida privada, la sociedad y comentarios sobre la política de la Inglaterra del siglo XVII. Inspiró otros ejemplos posteriores del género.
- Diario de Ana Frank, las experiencias escritas por Ana Frank, la adolescente judía que vivió encerrada con su familia en su casa en Ámsterdam y que murió en los campos de concentración del nazismo.
- Diario de un loco, de Nikolái Gógol.
- En Life and Letters of James David Forbes (1873), se recopilan amplios fragmentos del diario personal de James David Forbes.